# 46天婚禮大作戰
《46天婚禮大作戰》，為泰國GMM 25與AIS Play於2021年7月7日起播出的愛情喜劇，由平采娜·樂維瑟派布恩（Baifern）、查朗·桑提納托古（Nonkul）、娜帕拉·吉拉威宋謄功（Mild）及鐘朋·阿盧迪吉朋（Off）主演。
此劇由GMMTV與製作公司Keng Kwang Kang合作拍攝，在2020年12月GMMTV的「The New Decade Begins」活動上公開先導預告片。其後，此劇於2021年7月在GMM 25電視台及AIS Play首播，同年9月終映。

## 劇情簡介
此劇講述一名網絡偶像Ying Ying（Baifern 飾演），在一次的影片中發生意外，而被粉絲指出為一名騙子，事件令她無法謀生。Ying Ying最好的朋友Noina（Mild飾演），亦是Ying Ying欠債的債權人。占卜師說她今年一定會結婚，環顧四周，Noina認定她的夢中情人，擁有英俊臉龐及完美職業的Korn醫生（Nonkul 飾演），是唯一適合她的人選。
然而，Korn醫生即將要在46天後，與女友Wisa（Ploy 飾演）結婚，眾人認為兩人乃天造地設的一對。但是Ying Ying與Noina，卻發現Wisa的背後隱藏著一個秘密。Ying Ying與Noina決定要保護Korn醫生，讓他擺脫猶如惡魔般的Wisa。Noina亦表示，若任務成功會讓Ying Ying的債務一筆勾銷。但是，Korn醫生的密友Phat醫生（Off 飾演），亦密切注視著Ying Ying與Noina的一舉一動，到底46天婚禮大作戰的任務最終能否成功？

## 演員列表
註：括號內的演員或角色姓名為小名或中文名（如有）。

### 主要演員
| 演員名稱                        | 角色               | 介紹 |
| 平采娜·樂維瑟派布恩 （Baifern） | 盈盈 （Ying Ying） | 因为一个失误从超人气吃播变成過氣網紅，与Wisa互相看不顺眼。因闺蜜Noina提出诱人的条件而想方设法阻止Korn与Wisa结婚。有个好吃懒做的男友Warut。与Warut分手后渐渐喜欢Korn，也是他高中时期的暗恋对象。 |
| 查朗·桑提納托古 （Nonkul）      | Korn               | 喝一滴酒就醉倒的儿科醫生，Wisa的未婚夫。善良但有点木讷。后来觉得与Wisa的愛越来越有负担，在与盈盈相处的过程中渐渐喜欢她。                                                                        |
| 娜帕拉·吉拉威宋謄功 （Mild）    | Noina （Noi）      | 经营着一家甜品店。盈盈的朋友及債權人，自高中以来就喜欢Korn。期待结婚的她曾被渣男骗了无数次。因为Korn与Wisa即将结婚而向闺蜜Noina提出诱人的条件以帮助她阻止婚礼顺利进行。                         |
| 鐘朋·阿盧迪吉朋 （Off）         | Phat               | 醫生，Korn的朋友。花花公子。密切注視著盈盈與Noina的一舉一動。后来因为喜欢Noina而不再成为性格花心的男子。                                                                                        |

### 其他演員
| 演員名稱                        | 角色          | 介紹 |
| 帕查彤·塔娜瓦 （Ployphach）     | Wisa          | 網紅兼服装设计师，高中时期曾主动向Korn表明自己喜欢他，后来他们便开始交往，成了Korn的未婚妻。性格骄傲自负，与盈盈互相看不顺眼。为了在Korn面前表现出贤妻良母的样子爾不停使唤助理。 |
| 瓦查拉·蘇克丘姆 （Jennie）      | Pang          | 怀抱着歌台梦的化妆师。盈盈同母异父的哥哥。 |
| 鄭逸祥 （Victor）               | Warut （Rut） | 盈盈的男朋友。好吃懒做，只会玩手游，总是向盈盈伸手要钱。 |
| 辛納拉·西里朋查瓦雷 （Mike）    | Yoo           | Wisa的助理，也是她的秘密情人。 |
| 安比查婭·薩瓊 （Ciize）         | Sin           | Wisa新聘请的助理 |
| Daraneenute Pasutanavin （Top） | Paew          | 盈盈與Pang的媽媽 |
| 阿披南·普拉瑟瓦塔納坤 （M）     | Anant         | 盈盈的爸爸 |
| 嘉图隆·麦克科                   |               | Pang的爸爸 |

## 劇集原聲带
| 曲序 | 曲目                                                  | 演唱者 |
| ---- | ----------------------------------------------------- | ------ |
| 1.   | 《Unstoppable》 （羅馬化：Ham Jai）（主题曲） | SIZZY  |

## 劇集迴響

### 泰國電視收視
- 收視最低的集數以藍色表示，收視最高的集數以紅色表示，而空格則表示該集的收視沒有相關數據。

| 集數 No.   | 播放日期      | 播放時段 (UTC+07:00) | 平均收視率 | 來源   |
| ---------- | ------------- | -------------------- | ---------- | ------ |
| 1          | 2021年7月7日  | 星期三 20:30         | 0.298      | [ 5 ]  |
| 2          | 2021年7月8日  | 星期四 20:30         | 0.242      | [ 6 ]  |
| 3          | 2021年7月14日 | 星期三 20:30         | 0.185      | [ 7 ]  |
| 4          | 2021年7月15日 | 星期四 20:30         | 0.182      | [ 8 ]  |
| 5          | 2021年7月21日 | 星期三 20:30         | 0.164      | [ 9 ]  |
| 6          | 2021年7月22日 | 星期四 20:30         | 0.103      | [ 10 ] |
| 7          | 2021年7月28日 | 星期三 20:30         | 0.193      | [ 11 ] |
| 8          | 2021年7月29日 | 星期四 20:30         | 0.150      | [ 12 ] |
| 9          | 2021年8月4日  | 星期三 20:30         | 0.133      | [ 13 ] |
| 10         | 2021年8月5日  | 星期四 20:30         | 0.238      | [ 14 ] |
| 11         | 2021年8月11日 | 星期三 20:30         | 0.127      | [ 15 ] |
| 12         | 2021年8月12日 | 星期四 20:30         | 0.143      | [ 15 ] |
| 13         | 2021年8月18日 | 星期三 20:30         | 0.130      | [ 16 ] |
| 14         | 2021年8月19日 | 星期四 20:30         | 0.183      | [ 17 ] |
| 15         | 2021年8月25日 | 星期三 20:30         | 0.157      | [ 18 ] |
| 16         | 2021年8月26日 | 星期四 20:30         | 0.055      | [ 19 ] |
| 17         | 2021年9月1日  | 星期三 20:30         | 0.125      | [ 20 ] |
| 18         | 2021年9月2日  | 星期四 20:30         | 0.220      | [ 21 ] |
| 平均收視率 | 平均收視率    | 平均收視率           | 0.168      | 1      |

^1  基於每集的平均觀眾份額。

## 外部連結
- GMM25 官方網站 （页面存档备份，存于）（泰文）
- GMMTV 官方網站（泰文）
- MyDramaList 劇集介紹及劇評 （页面存档备份，存于）（英文）
- 豆瓣电影上《46天婚禮大作戰》的資料 （简体中文）